# W.H. van Eemlandt
W.H. van Eemlandt was het pseudoniem van de Nederlandse schrijver Willem Hendrik Haasse (Rotterdam, 19 mei 1889 – Baarn, 1 november 1955). Hij was geruime tijd ambtenaar in Nederlands-Indië en schreef na zijn terugkeer in Nederland een reeks detectiveromans met als hoofdfiguur commissaris Van Houthem. De schrijfster Hella Haasse was zijn dochter.
Voor de handel opgeleid, vertrok hij in 1911 naar Nederlands-Indië, waar hij een jaar later in dienst kwam van het Gouvernement. In de oorlogsjaren werd hij door de Japanners geïnterneerd in een gevangenenkamp. Na de Japanse bezetting keerde hij terug in zijn oude functie van hoofdambtenaar, maar na een kort verblijf in Australië keerde hij in 1946 weer terug in Nederland.
Pas in 1953 ontpopte Van Eemlandt zich als schrijver van detectiveromans, waarvan hij er uiteindelijk 14 zou publiceren in de Antilope Reeks bij Uitgeverij Het Wereldvenster. Na zijn overlijden voltooide dochter Hella Haasse zijn boek De vijfde trede en detectiveschrijver Joop van den Broek deed hetzelfde met De schat van Aros Killee.
Haasse overleed op 66-jarige leeftijd en werd begraven op de algemene begraafplaats aan de Wijkamplaan in Baarn. 